# Palos Blancos (Tarija)
Palos Blancos is een plaats in het departement Tarija, Bolivia. Het is de tweede stad van de gemeente Entre Ríos, gelegen in de Burnet O’Connor provincie. 

## Bevolking
| Jaar | Populatie |
| ---- | --------- |
| 1992 | -         |
| 2001 | 685       |
| 2012 | 916       |